# كارل فالنتاين
كارل فالنتاين (4 يوليو 1958 بمانشستر في المملكة المتحدة - ) هو مدرب كرة قدم ولاعب كرة قدم كندي في مركز الهجوم، شارك في كأس العالم 1986. وشارك مع منتخب كندا لكرة القدم. أما مع النوادي، فقد لعب مع أولدهام أثلتيك وفانكوفر وايتكابس ووست بروميتش ألبيون وفانكوفر وايتكابس وفانكوفر وايتكابس (نادي كرة قدم) وبالتيمور بلاست ‏ وكليفلاند فورس ‏ وكنساس سيتي كومتس ‏ وTacoma Stars (1983–1992) ‏.

## وصلات خارجية
- كارل فالنتاين على موقع الاتحاد الدولي (مؤرشف)  (الإنجليزية)
- كارل فالنتاين على موقع قاعدة بيانات كرة القدم.إي يو (الإنجليزية)
- كارل فالنتاين على موقع ناشيونال فوتبول تيمز (الإنجليزية)
- كارل فالنتاين على موقع قاعة كولومبيا البريطانية للمشاهير الرياضية (الإنجليزية)